# パードリィ・エテルヌ
パードリィ・エテルヌ（ポルトガル語: Padre Eterno）は、ポルトガル海軍の144門戦列艦。